# Katie Moon
Kathryn Elizabeth Moon (nacida Kathryn Elizabeth Nageotte, Lakewood, 13 de junio de 1991) es una deportista estadounidense que compite en atletismo, especialista en la prueba de salto con pértiga.
Participó en dos Juegos Olímpicos de Verano, obteniendo dos medallas, oro en Tokio 2020 y plata en París 2024, en la prueba de salto con pértiga.
Ganó dos medallas de oro en el Campeonato Mundial de Atletismo, en los años 2022 y 2023, y dos medallas en el Campeonato Mundial de Atletismo en Pista Cubierta, en los años 2022 y 2024.
Estudió Psicología en la Universidad de Ashland.

## Palmarés internacional
| Juegos Olímpicos                     | Juegos Olímpicos        | Juegos Olímpicos  | Juegos Olímpicos  |
| Año                                  | Lugar                   | Medalla           | Prueba            |
| ------------------------------------ | ----------------------- | ----------------- | ----------------- |
| 2020                                 | Tokio (Japón)           | Medalla de oro    | Salto con pértiga |
| 2024                                 | París (Francia)         | Medalla de plata  | Salto con pértiga |
| Campeonato Mundial                   |                         |                   |                   |
| Año                                  | Lugar                   | Medalla           | Prueba            |
| 2022                                 | Eugene (Estados Unidos) | Medalla de oro    | Salto con pértiga |
| 2023                                 | Budapest (Hungría)      | Medalla de oro    | Salto con pértiga |
| Campeonato Mundial en Pista Cubierta |                         |                   |                   |
| Año                                  | Lugar                   | Medalla           | Prueba            |
| 2022                                 | Belgrado (Serbia)       | Medalla de plata  | Salto con pértiga |
| 2024                                 | Glasgow (Reino Unido)   | Medalla de bronce | Salto con pértiga |